# タコスシーズニング
タコスシーズニング(Tacos Seasoning)とは、タコミートなどの味付けに使うミックススパイスである。

## 材料
主に唐辛子や食塩､クミン､コーンフラワー、ガーリック､オレガノなど数種類のスパイスを混ぜたものからできている。